# Megalees
Megalees (en llatí Megaleas, en grec antic Μεγαλέας) fou secretari en cap del rei Antígon III Dosó de Macedònia, el qual després va imposar en el mateix càrrec al seu successor Filip V de Macedònia l'any 220 aC.
Estava sota influència d'Apel·les i va entrar en els seus designis de traïció, oposats a la guerra contra Etòlia el 218 aC. Aquests plans van fracassar per culpa d'Àrat de Sició, cosa que li va costar a aquest l'enemistat personal de Megalees que, junt amb Crinó, el va atacar a Limnea a l'Acarnània.
Aquests fets van portar a la presó a Megalees i a Crinó fins que van aportar garanties de pagament d'una multa de 20 talents. Un altre implicat, Lleonci, es va escapar en el tumult que va portar a la detenció, i va seguir operant lliure i quan Megalees va sortir, junt amb Lleonci, que havia aportat diners per la seva fiança, van iniciar un motí a Corint entre les tropes macedònies, que va ser ràpidament sufocat.
Encara que el rei coneixia qui havia estat l'autor del motí, els va permetre als dos conservar el seu grau militar; quan Apel·les va tornar de Calcis, va revelar que havia perdut la confiança del rei i Megalees, alarmat, va fugir a Atenes; refusat l'asil, va anar a Tebes.
Des de Tebes va escriure cartes a la Lliga Etòlia incitant a mantenir la guerra amb el Regne de Macedònia, parlant dels abusos de Filip i explicant que havia exhaurit els diners. Les cartes van ser interceptades pel rei macedoni que va enviar al seu oficial Alexandre a Tebes, per demanar a Megalees l'import de la multa o tornar per ser jutjat. Megalees no es va atrevir a presentar-se a judici i es va suïcidar, segons diu Polibi.